# Mario Corti (ski)
Pour les articles homonymes, voir Corti.
Ne doit pas être confondu avec Mario Corti.
Mario Corti est un fondeur, coureur de combiné nordique et sauteur à ski italien. Il a remporté quatre titres de champion d'Italie en ski nordique et il a été président de la Fédération italienne des sports d'hiver (en) entre 1922 et 1924.

## Biographie
Il était membre du Ski Club Torino,, dont il devient le quatrième président entre 1920 à 1936. Durant cette période à la tête du club, il créa le Trophée Mezzalama.

## Palmarès
- 1909:
  - 1er, Championnat d'Italie de combiné nordique[5]
  - 1er, Championnat d'Italie de ski de fond, 18 km[6]
  - 2e, Championnat d'Italie de saut à ski (de)[7]
- 1910:
  - 1er, Championnat d'Italie de combiné nordique[5]
  - 1er, Championnat d'Italie de saut à ski (de)[7]